# Bataliony Chłopskie

Sztandar Batalionów Chłopskich

Bataliony Chłopskie (BCh) – konspiracyjna organizacja zbrojna polskiego ruchu ludowego licząca około 170 tys. ludzi. Działająca w czasie II wojny światowej na terenie Generalnego Gubernatorstwa i w Wielkopolsce w celu obrony wsi polskiej przed terrorem niemieckim i eksploatacją gospodarczą. Po Armii Krajowej była to największa polska podziemna formacja zbrojna; posiadała 70 oddziałów partyzanckich i około 400 oddziałów specjalnych prowadzących akcje sabotażowe i bojowe, a jej straty (do rozwiązania w marcu 1945) wynosiły około 7000 żołnierzy. Służyli w niej głównie członkowie Stronnictwa Ludowego, Związku Młodzieży Wiejskiej RP Wici oraz niezrzeszeni mieszkańcy wsi.

## Historia
Początkowo ruch ludowy nie tworzył własnej organizacji wojskowej, kierując swoich członków do Związku Walki Zbrojnej. Jednak wzrost wpływów sanacyjnych i piłsudczykowskich wśród kadry kierowniczej ZWZ, utworzenie przez konkurencyjne stronnictwa polityczne własnych organizacji i umacnianie się w terenie Narodowej Organizacji Wojskowej oraz Gwardii Ludowej WRN, spowodował zmianę stanowiska Centralnego Kierownictwa Ruchu Ludowego w kwestii sformowania własnej organizacji wojskowej.
Podjęcie przez ludowców w 1940 r. decyzji o utworzeniu odrębnej, samodzielnej organizacji wojskowej spotkało się z poparciem środowiska chłopskiego i było wyrazem emancypacyjnych dążeń polskich chłopów. Bataliony Chłopskie powstały wbrew ZWZ i zapewnić miały chłopom decydujący wpływ na charakter podziemia oraz stworzyć szansę decydowania bądź też współdecydowania o społeczno-ustrojowym kształcie przyszłego państwa.
Organizacja utworzona została w sierpniu 1940 jako „Chłopska Straż” kryptonim konspiracyjny „Chłostra”.
Utworzenie „Chłostry”, a następnie masowe przechodzenie do niej ludowców z szeregów ZWZ spotkało się z ostrą krytyką Komendy Głównej ZWZ. Ponieważ jej porządkowo-policyjne zadania i nazwa nie spełniały aspiracji działaczy ruchu ludowego, wiosną 1941 r. z inicjatywy działaczy Okręgu Kieleckiego nazwa formacji została przemianowana na Bataliony Chłopskie, chociaż formalnie zatwierdzona oficjalnie przez KG BCh zmiana nazwy nastąpiła dopiero w maju 1944 r.  Biało-czerwone opaski z orłem polskim i literami „WP-BCh” noszone przez partyzantów BCh przygotowywały dla nich głównie sanitariuszki Zielonego Krzyża i członkinie Ludowego Związku Kobiet.
Organizacja była zbrojnym ramieniem Stronnictwa Ludowego – członkowie SL i Związku Młodzieży Wiejskiej RP Wici oraz częściowo działacze CZMW „Siew” stanowili trzon organizacji. Zwierzchnictwo nad nią na szczeblu centralnym sprawowało Centralne Kierownictwo Ruchu Ludowego reprezentowane przez Józefa Niećkę, a w terenie okręgowe, obwodowe, rejonowe, gminne i gromadzkie trójki SL -„Roch”. Do organizacji wstępowali głównie mieszkańcy wsi, nie posiadała ona natomiast oddziałów bojowych w wielkich miastach. Komendantem głównym od 8 października 1940 r. do końca wojny był Franciszek Kamiński. Inicjatorem powołania BCh a później zwierzchnikiem z ramienia Centralnego Kierownictwa Ruchu Ludowego „Roch” był Józef Niećko „Zgrzebniak”. Szefem sztabu Komendy Głównej był Kazimierz Banach „Kamil”. Centralny organ prasowy BCh nosił nazwę „Żywią i bronią”. Negatywnie nastawiona do Narodowych Sił Zbrojnych, które obarczała za napady na chłopów.
Żołnierze Batalionów Chłopskich brali też udział w akcjach związanych z pociskami rakietowymi V-1 i V-2. Na poligonie w Bliźnie zorganizowano siatkę wywiadu wojskowego „Rocha” mającą za zadanie między innymi obserwację poligonu i wyrzutni pocisków rakietowych V-1 oraz V-2. Żołnierz BCh i AK Władysław Kabat dowodził ochroną lądowiska „Motyl” akcji „Most III” mającej na celu między innymi dostarczenie aliantom elementów rakiety V-2. Michał Kasza z Niwisk, komendant gminny BCh, który zebrał i dostarczył 13 części rakiety, w tym jedną o specjalnym przeznaczeniu, otrzymał podziękowanie od Komendy Głównej Armii Krajowej.
Po zakończeniu okupacji wielu żołnierzy Batalionów Chłopskich uznało Polski Komitet Wyzwolenia Narodowego, wstąpiło w szeregi Ludowego Wojska Polskiego i tworzonej Milicji Obywatelskiej. Dowódca spod Zaboreczna Franciszek Bartłomowicz został powiatowym komendantem MO w Tomaszowie Lubelskim, Stanisław Basaj – w Hrubieszowie, Marian Grzebisz – w Siedlcach.
W marcu 1945 roku rozkazem komendy głównej BCh zostały rozwiązane, a żołnierzom zalecono wstępowanie do ludowego Wojska Polskiego, choć decyzji tej nie poparły w pełni pozostające w konspiracji struktury polityczne Stronnictwo Ludowe. Uwięzienie 16 przywódców Polski podziemnej uniemożliwiło pełne wykonanie decyzji o rozwiązaniu aczkolwiek w konsekwencji rozwiązania BCh kilkadziesiąt tysięcy żołnierzy BCh za zgodą komendanta głównego BCh i przewodniczącego CKRL znalazło się w LWP i MO oraz lokalnej administracji terenowej. Formalne rozwiązywanie BCh zakończono we wrześniu 1945.

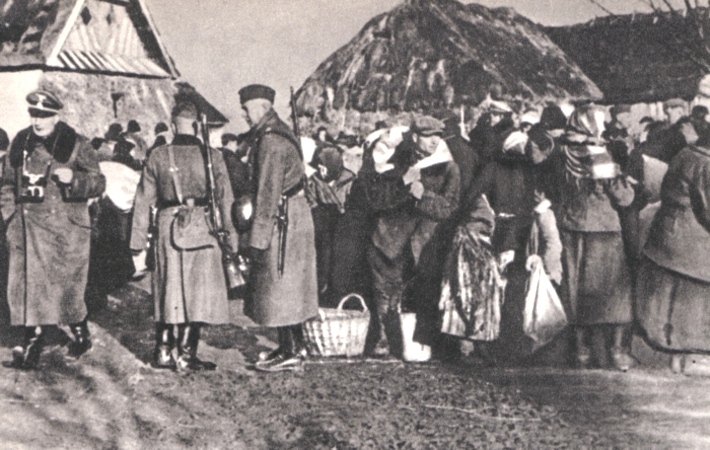
Polscy rolnicy wysiedlani z Zamojszczyzny, zima 1942/1943

## Rozmowy scaleniowe z Armią Krajową
W okupowanym kraju Bataliony Chłopskie stanowiły poważną siłę. Stan ewidencyjny organizacji na dzień 30 czerwca 1944 r. wynosił 158 tys. ludzi. Od jesieni 1942 r. Komenda Główna Armii Krajowej zaczęła wywierać naciski na Centralne Kierownictwo Ruchu Ludowego w celu wcielenia BCh do AK. CKRL zwlekało z decyzją i dopiero pod naciskiem władz emigracyjnych 30 marca 1943 r. podpisało umowę scaleniową.
Jednak scalenie w terenie szło bardzo opornie, głównie przez niechęć do Narodowych Sił Zbrojnych i AK. Niechęć do NSZ związana była z akcjami represyjnymi wobec mieszkańców wsi, biciem postępowych chłopów, pacyfikowaniem wsi. Jedno z pism ludowców tak pod koniec okupacji oceniało działalność NSZ: „Bandy te wszystkich swoich przeciwników dzielą na „komunistów” i „bandytów” i gdzie się daje, tam katują i mordują. Przywódcy ich rekrutują się z różnego rodzaju i typu „synków szlacheckich”, spośród „złotej młodzieży” i „niebieskich ptaków”. Ordynarnie i po bandycku reprezentują prężność ginących resztek szlachetczyzny, jej najgorszego wyrazu: buńczuczności i okrucieństwa wobec słabych, uniżoności i płaszczenia się wobec mocniejszych”. Natomiast AK zarzucano, że jest powiązana z sanacją, lansuje pański styl bycia, pogardza środowiskiem chłopskim i reprezentuje program polityczny obcy interesom wsi. W rezultacie scalenie nie zostało zakończone.
Z liczących około 112 000 ludzi oddziałów taktycznych BCh tylko około 40 000 weszło w skład AK, reszta zachowała samodzielność.

## Broń i uzbrojenie

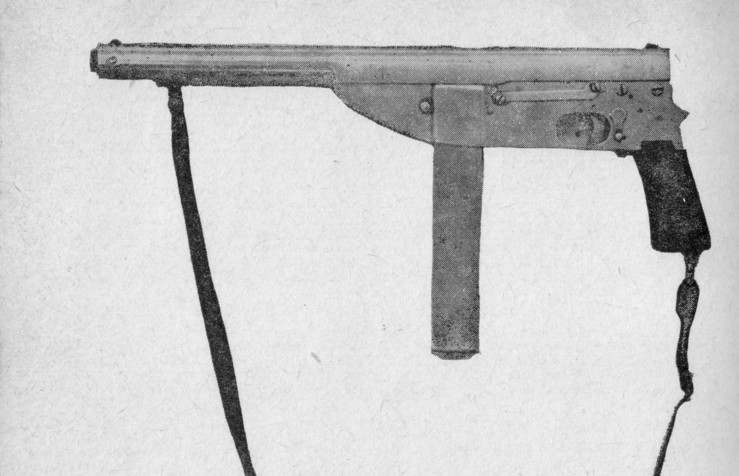
Pistolet maszynowy Bechowiec. Broń skonstruowana przez Henryka Strąpocia konstruktora samouka, żołnierza Batalionów Chłopskich

Broń używana przez żołnierzy Batalionów Chłopskich pochodziła głównie z pól bitewnych kampanii wrześniowej 1939 r. W latach 1940/1941 uzbrojenie zebrane z terenów walk stanowiło prawie 20% broni używanej przez żołnierzy BCh. Podstawę uzbrojenia stanowiła jednak broń zdobyczna, niemniej wspomnieć należy również o broni pochodzącej ze zrzutów. Pomimo że nie było ani jednego zrzutu broni przeznaczonego dla żołnierzy BCh, to jednak niektóre jednostki BCh stały się posiadaczami broni pochodzącej z tego źródła. Działo się to zwłaszcza w rejonach, gdzie Armia Krajowa nie dysponowała odpowiednimi zespołami ludzi, które mogłyby przyjmować zrzuty. Zdarzało się niekiedy, że bechowcy odbierali zrzut przypadkowo.
Broń była również kupowana. W obwodzie Tarnobrzeg żołnierzom Batalionów Chłopskich udało się zakupić od podoficera austriackiego broń przewożoną w jednym z wagonów. Z wagonu tego po dokonaniu transakcji zabrano około 30 karabinów ręcznych, 2 karabiny maszynowe, 10 pistoletów typu parabellum, 10 pistoletów maszynowych produkcji radzieckiej, tzw. pepesz oraz 10 skrzynek amunicji.
Broń używana przez żołnierzy BCh znamionowała duża różnorodność typów, rodzajów i systemów. Broń pochodziła niemal ze wszystkich krajów Europy, a ponadto ze Stanów Zjednoczonych i niekiedy z innych krajów zamorskich.
Wśród eksponatów Muzeum Wojska Polskiego w Warszawie znajduje się pistolet maszynowy Bechowiec konstrukcji żołnierza Batalionów Chłopskich Henryka Strąpocia. Od lata 1943 r. do lipca 1944 r. wyprodukowano 11 peemów tego typu.

## Walka
W 1944 r. Bataliony Chłopskie liczyły ok. 170 tys. żołnierzy i były drugą co do wielkości formacją konspiracyjną w Polsce. Wedle wypowiedzi samego byłego Komendanta Głównego gen. bryg. Franciszka Kamińskiego z 1992 r. Bataliony Chłopskie liczyły prawie 160 tys. żołnierzy. Głównym celem działania żołnierzy BCh była obrona ludności polskiej wsi przed terrorem okupacyjnym oraz eksploatacją gospodarczą. Przeciwdziałając rabunkowej gospodarce wroga organizowano akcje dywersyjne, polegające na: paleniu tartaków i składów drewna, unieruchamianiu gorzelni i mleczarń, niszczeniu magazynów, niszczeniu akt kontyngentowych i kartotek w arbeitsamtach i gminach, rozpraszaniu spędów bydła, odbijaniu więźniów politycznych i chłopów wziętych na roboty do Niemiec, dokonywaniu wypadów na majątki pod zarządem niemieckim, karaniu urzędników zbyt gorliwie wypełniających obowiązki, likwidowaniu band rabunkowych i konfidentów.
W czasie II wojny światowej żołnierze Batalionów Chłopskich dokonali ponad 3 tys. różnego rodzaju akcji bojowych. W tym stoczyli około 900 bitew i potyczek, przeprowadzili ponad 200 akcji atakując transport wroga oraz około 800 akcji przeciw aparatowi administracyjno- politycznemu.
Do najważniejszych akcji przeprowadzonych przez żołnierzy Batalionów Chłopskich należą walki w obronie pacyfikowanej Zamojszczyzny w latach 1942–1943, zwłaszcza bitwy pod Wojdą i Zaborecznem, walki w obronie tzw. Republiki Pińczowskiej, Zatopienie statku Tannenberg, Wysadzenie pociągu amunicyjnego pod Gołębiem, rozbicie więzień w Krasnymstawie, Radomsku, Siedlcach i Pińczowie oraz walki na przyczółku baranowsko-sandomierskim.
Rozbicie więzienia w Pińczowie
Oddziały Batalionów Chłopskich dokonały dwóch akcji mających na celu rozbicie więzienia w Pińczowie. Pierwszą akcję 10 czerwca 1944 r. Przeprowadził oddział Batalionów Chłopskich dowodzony przez Piotra Pawlinę wspólnie z oddziałem Armii Ludowej dowodzonym przez Stanisława Dorosiewicza. W czasie akcji partyzanci przerwali łączność, obstawili stacjonujące w mieście siły niemieckie, wysadzili bramę więzienia i uwolnili 281 więźniów, głównie rolników uchylających się od świadczeń kontyngentowych. Zdobyli broń, zniszczyli dokumentację, a z magazynów więziennych zabrali odzież i żywność. Drugiego ataku na więzienie, 13 lipca 1944 r., dokonało wspólnie kilka mniej licznych oddziałów Batalionów Chłopskich, a znaczący wpływ na plan i przebieg akcji mieli: Henryk Grabala, Franciszek Barylak, Szczepan Koruba i Stanisław Stępień. Przebieg tej akcji był podobny do poprzedniej. Po opanowaniu więzienia, więźniów rozpuszczono. Po tym ataku więzienie w Pińczowie do końca wojny przestało funkcjonować.
Wysadzenie pociągu amunicyjnego pod Gołębiem
12 września 1943 r. oddziały Batalionów Chłopskich z obwodu Puławy dowodzone przez Stefana Rodaka zaatakowały pod Gołębiem pociąg amunicyjny. Zniszczono 2 lokomotywy i 36 wagonów oraz tor kolejowy na odcinku około 200 m. W walce zginęło kilku Niemców.
Zatopienie statku Tannenberg
31 maja 1944 r. oddział Batalionów Chłopskich dowodzony przez Jana Jabłońskiego wspólnie z oddziałem Armii Krajowej dokonał ataku na Niemców i własowców wracających z pacyfikacji statkiem wiślanym „Tannenberg”. W walce zginęło około 60 Niemców i własowców, a statek został poważnie uszkodzony.
Walki w obronie Republiki Pińczowskiej
Do najważniejszych walk toczonych przez oddziały BCh dowodzone głównie przez Jana Pszczołę należały: zlikwidowanie posterunków policji w Książu Wielkim i Dziemierzycach, opanowanie razem z innymi oddziałami partyzanckimi niemieckiego punktu oparcia w Kazimierzy Wielkiej, uderzenie i likwidacja posterunku żandarmerii w Nowym Korczynie wspólnie z oddziałami Armii Krajowej i Armii Ludowej, oraz bitwa o Skalbmierz 5 sierpnia 1944 r.
Bitwa w Lasach Janowskich i Puszczy Solskiej
W dniach 9-25 czerwca 1944 r. oddziały Batalionów Chłopskich wspólnie z oddziałami Armii Ludowej, Armii Krajowej i oddziałami radzieckimi stoczyły walkę z formacjami niemieckimi w sile 3 dywizji Wehrmachtu i oddziałów policji, w sumie około 25 tys. ludzi. W walkach o przerwanie pierścienia okrążenia największe straty poniosło zgrupowanie AK-BCh dowodzone przez majora Edwarda Markiewicza. W walce poległo około 850 partyzantów.
Walki na przyczółku baranowsko-sandomierskim
W walkach o utworzenie przyczółka baranowsko-sandomierskiego przez armię radziecką latem 1944 r. brał udział oddział Batalionów Chłopskich w sile około 120 ludzi dowodzony przez Stanisława Ordyka. Oddział zorganizował przeprawę w rejonie Kępy Nagnajewskiej oddziału kapitana Dymitra Bobrowa z 350 Dywizji Strzeleckiej. Walczył z Niemcami w rejonie Świniar i Piaseczna wspierając kompanię wydzieloną z 1 batalionu 1178 pułku piechoty. Przeprowadził skutecznie akcję wzięcia jeńca oraz brał współudział w ataku i wyzwoleniu Tarnobrzega.

## Struktura organizacyjna
Struktura organizacyjna Batalionów Chłopskich obejmowała swoim zasięgiem cały obszar kraju z wyjątkiem województw: wileńskiego, nowogrodzkiego, poleskiego i pomorskiego. Terenowa sieć organizacyjna składała się z okręgów (województwa), podokręgów, obwodów (powiatów), rejonów (kilku gmin), gmin i gromad.
Do końca 1943 r. powstały następujące okręgi w kolejności ich utworzenia:
- I – (Okręg Warszawa Miasto Batalionów Chłopskich) obejmował teren miasta Warszawy. Kierowany był bezpośrednio przez Komendę Główną BCh.
- II – (Okręg Warszawa Województwo Batalionów Chłopskich) obejmował teren województwa warszawskiego i dzielił się na 3 podokręgi.
- III – (Okręg Kielce Batalionów Chłopskich) obejmował teren województwa kieleckiego i dzielił się na 15 obwodów.
- IV – (Okręg Lublin Batalionów Chłopskich) obejmował teren województwa lubelskiego i dzielił się na 15 obwodów.
- V – (Okręg Łódź Batalionów Chłopskich) obejmował teren województwa łódzkiego i dzielił się na 13 obwodów.
- VI – (Okręg Kraków Batalionów Chłopskich) obejmował teren województwa krakowskiego, śląskiego i rzeszowskiego. Dzielił się na 3 podokręgi.
- VII – (Okręg Białystok Batalionów Chłopskich) obejmował teren województwa białostockiego i dzielił się na 8 obwodów.
- VIII – (Okręg Wołyń Batalionów Chłopskich) obejmował teren województwa wołyńskiego i dzielił się na 10 obwodów.
- IX – (Okręg Lwów Batalionów Chłopskich) obejmował teren województwa lwowskiego, tarnopolskiego oraz stanisławowskiego i dzielił się na 3 podokręgi.
- X – (Okręg Poznań Batalionów Chłopskich) obejmował teren województwa poznańskiego i dzielił się na 3 podokręgi[34].

Około 80% sił BCh koncentrowała się w okręgach: krakowskim, kieleckim, lubelskim i Warszawa województwo.
BCh składało się z oddziałów taktycznych (przeznaczonych w przyszłości do ogólnonarodowego powstania) podzielonych na sekcje, drużyny, plutony i kompanie i terytorialnych (prowadzących działalność dywersyjną na swoim terenie). W 1942 z oddziałów terytorialnych zaczęto tworzyć Oddziały Specjalne liczące od kilkunastu do kilkudziesięciu ludzi przeznaczone do prowadzenia walki bieżącej. Działało około 300 Oddziałów Specjalnych BCh. Samorzutnie powstały oddziały partyzanckie BCh. Największą aktywność wykazywały one w latach 1943–1944, działało wówczas ponad 70 oddziałów partyzanckich BCh. Najsilniejsze z oddziałów partyzanckich BCh liczyły po kilkuset żołnierzy.
W maju 1943 BCh podpisało umowę scaleniową z AK, faktycznie jednak scalenie nie zakończyło się do końca okupacji. Scaleniu z AK ulegały głównie oddziały taktyczne-zgodnie z umową scaleniową AK miały zostać przekazane wszystkie oddziały taktyczne skupiające około 115 tysięcy ludzi jednak wskutek konfliktów dotyczących głównie obsady stanowisk dowódczych ostatecznie przekazano AK około 51 tysięcy żołnierzy. Część żołnierzy BCh zasiliła Państwowy Korpus Bezpieczeństwa. Komenda BCh jesienią 1943 utworzyła także, nie podlegającą scaleniu z AK, Ludową Straż Bezpieczeństwa LSB. W jej skład której weszły głównie Oddziały Specjalne i oddziały partyzanckie.

## Czasopisma wydawane przez Bataliony Chłopskie
Organem prasowym Komendy Głównej Batalionów Chłopskich był miesięcznik Żywią i bronią wydawany w latach 1942-1944 w Warszawie. Natomiast prawie każdy obwód BCh posiadał własny organ prasowy. Przykładowe tytuły organów prasowych to: Chłopska Droga, Chłopi Idą, Świat Młodych, Chłopski Znak, Młodość Wsi i Znicz. Znicz był redagowany przez Józefa Ozgę-Michalskiego a po zmianie tytułu w maju 1944 na Myśl Ludowa redaktorem gazetki został Stanisław Szczotka.

## Upamiętnienie
Walki żołnierzy Batalionów Chłopskich zostały upamiętnione na Grobie Nieznanego Żołnierza w Warszawie – nazwę formacji wymienia się na jednej z tablic poświęconych „Wojsku Polskiemu w walce z faszyzmem i hitleryzmem”. W 2019 u zbiegu ul. Czerniakowskiej i al. Polski Walczącej odsłonięto pomnik Żołnierzy Batalionów Chłopskich i Ludowego Związku Kobiet.
W dowód uznania działań żołnierzy Batalionów Chłopskich o niepodległość Polski w okresie okupacji Rada Miasta w Kielcach uchwałą nr XVIII/57/80 z 16 października 1980 r. nadała ulicy w dzielnicy Niewachlów I nazwę Batalionów Chłopskich.
Ulice Batalionów Chłopskich znajdują się także w Białymstoku, Częstochowie, Jarosławiu, Krakowie, Łomiankach, Pińczowie, Radomiu, Rzeszowie, Szczecinie, Tomaszowie Mazowieckim oraz w Warszawie.
Polska Żegluga Morska posiadała w swojej flocie statek o nazwie Bataliony Chłopskie.
We wsi Kleczanów znajduje się Szkoła Podstawowa im. Batalionów Chłopskich w Kleczanowie.
W Warszawie imię Batalionów Chłopskich nadano Szkole Podstawowej nr 109.
Imię Batalionów Chłopskich nosi również Szkoła Podstawowa nr 2 w Żołyni.

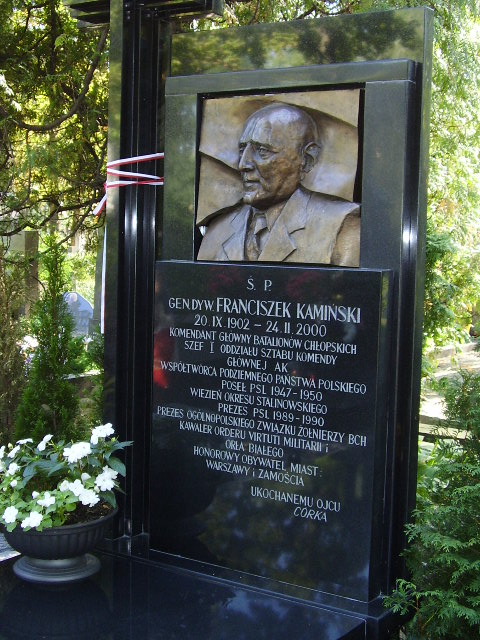
Franciszek Kamiński, komendant główny Batalionów Chłopskich
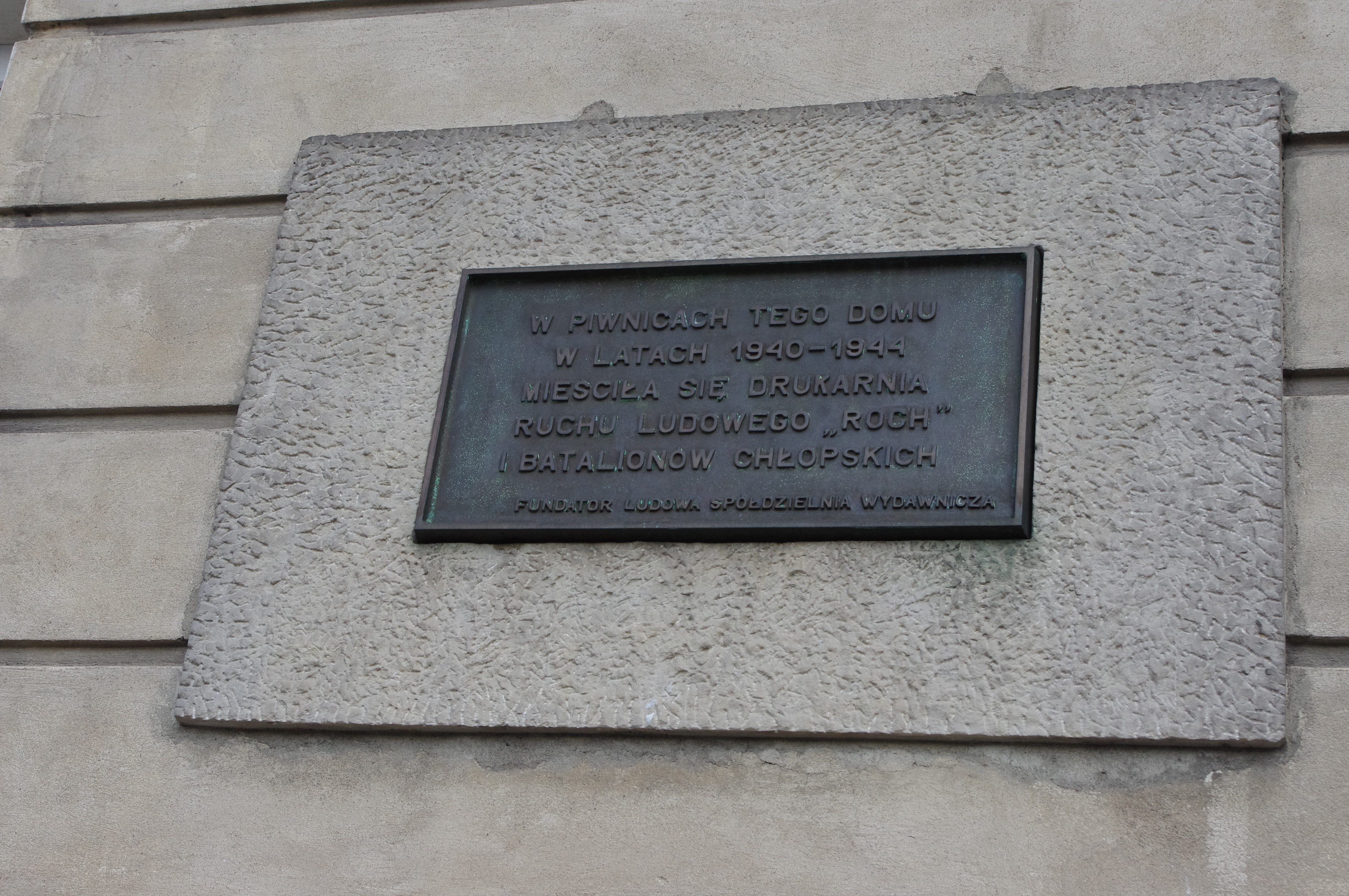
Tablica upamiętniająca drukarnię Ruchu Ludowego „Roch” i Batalionów Chłopskich na kamienicy przy ul. Piekarskiej 5 w Warszawie
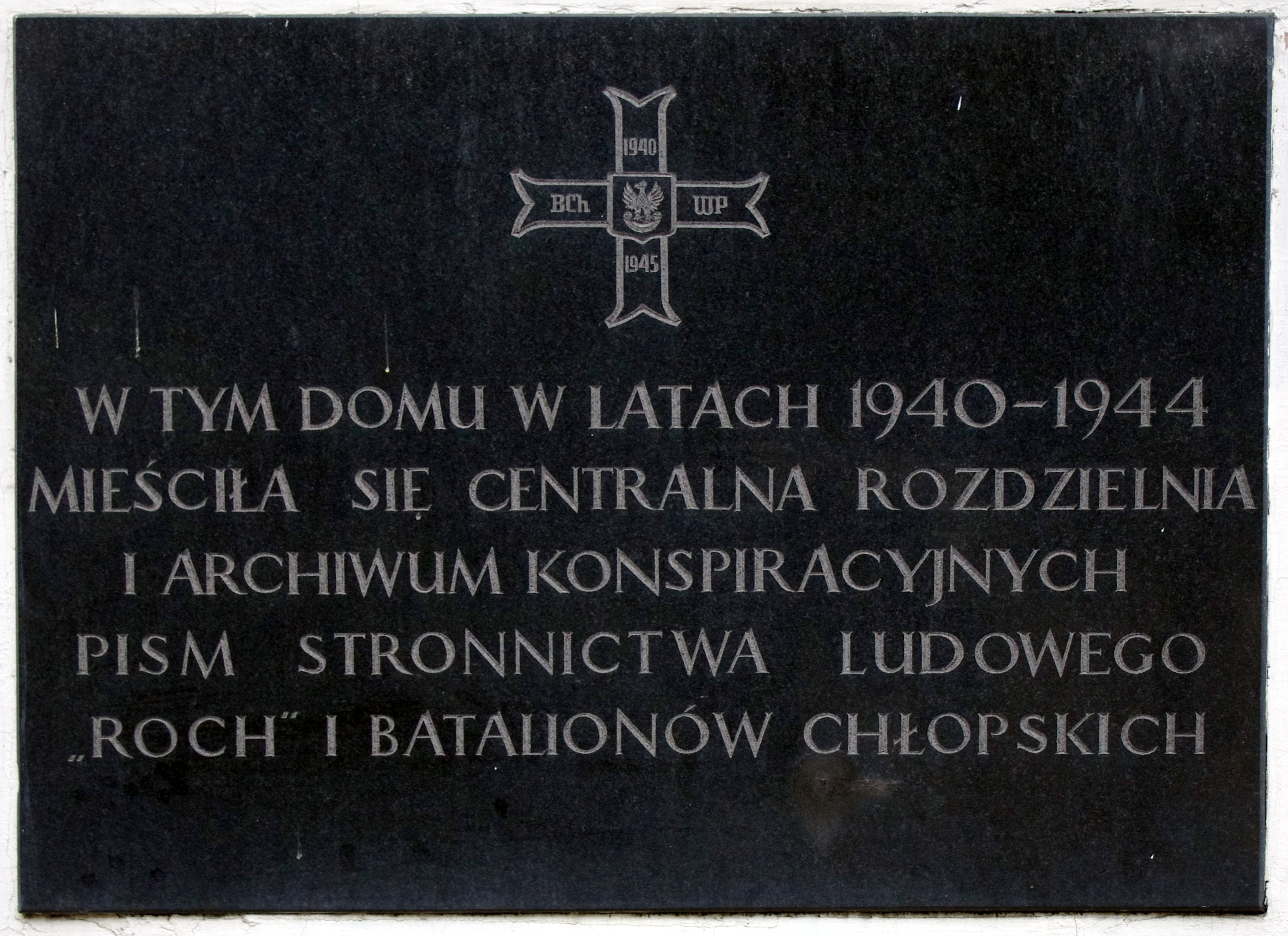
Tablica upamiętniająca Centralę Rozdzielczą i Archiwum Konspiracyjne pism Stronnictwa Ludowego „Roch” i Batalionów Chłopskich przy ul. ks. Kłopotowskiego 14 w Warszawie
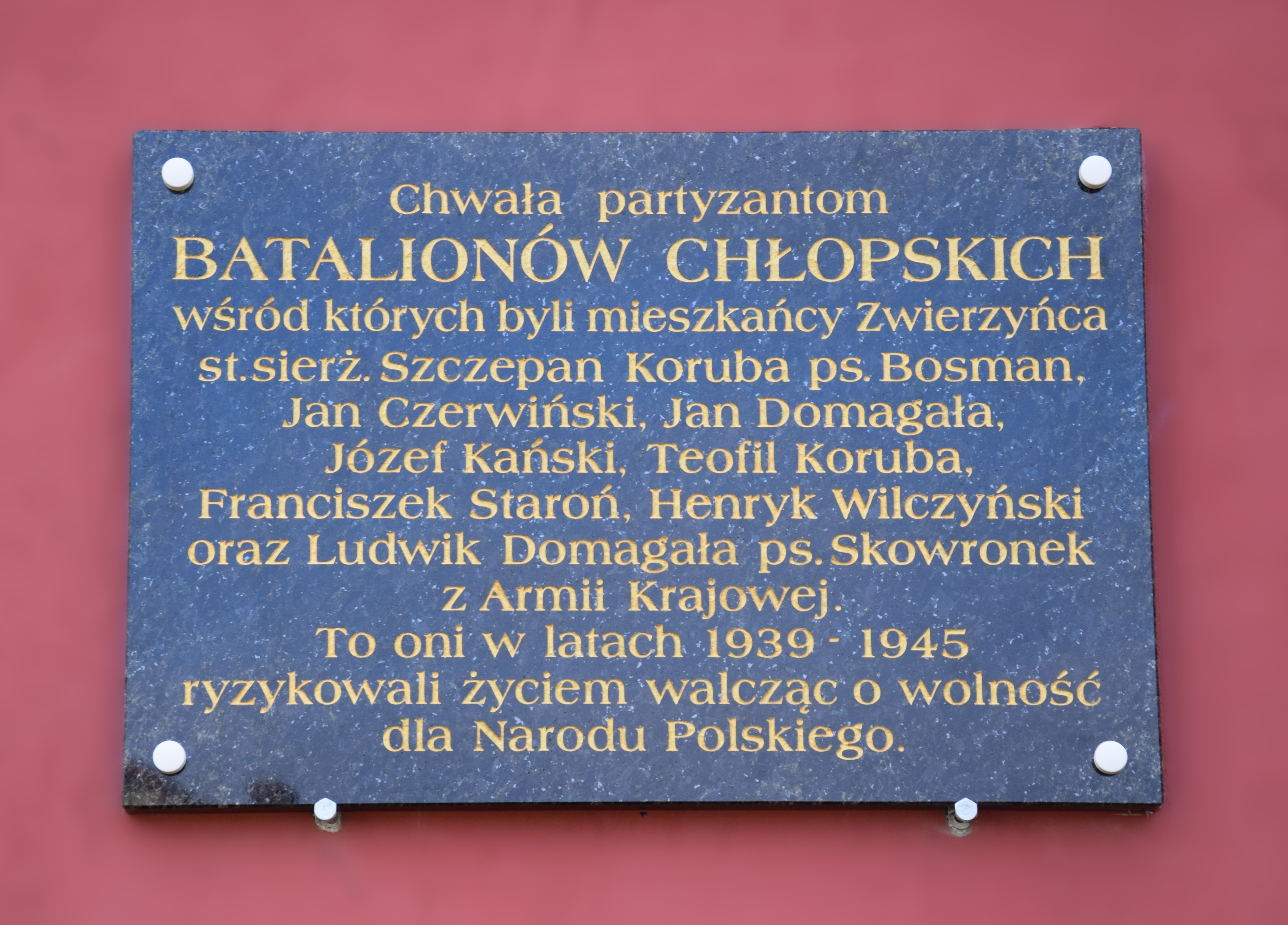
Tablica upamiętniająca   partyzantów Batalionów Chłopskich ze Zwierzyńca, uczestniczących m.in. w rozbiciu więzienia w Pińczowie
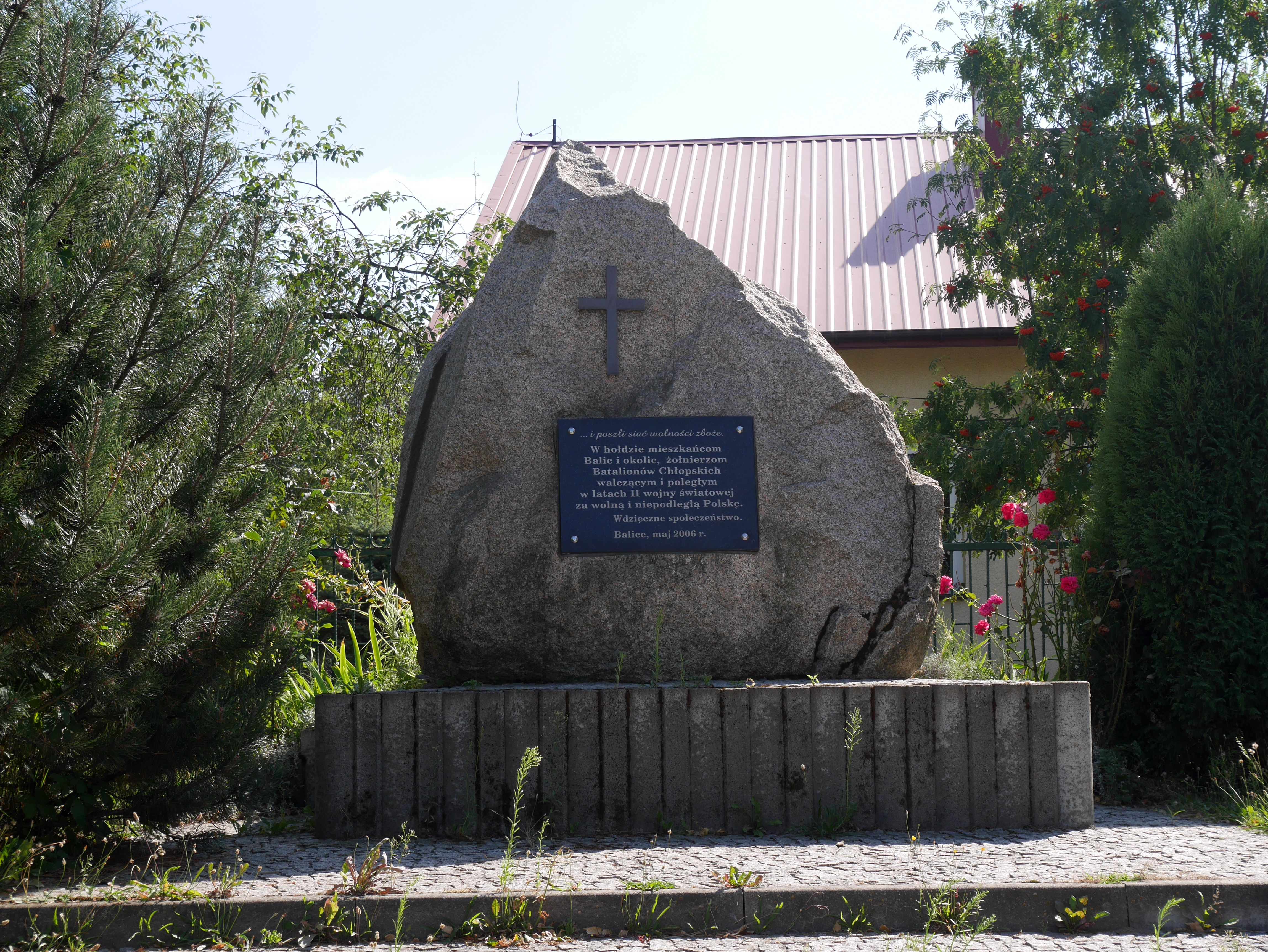
Głaz w Balicach upamiętniający partyzantów Batalionów Chłopskich
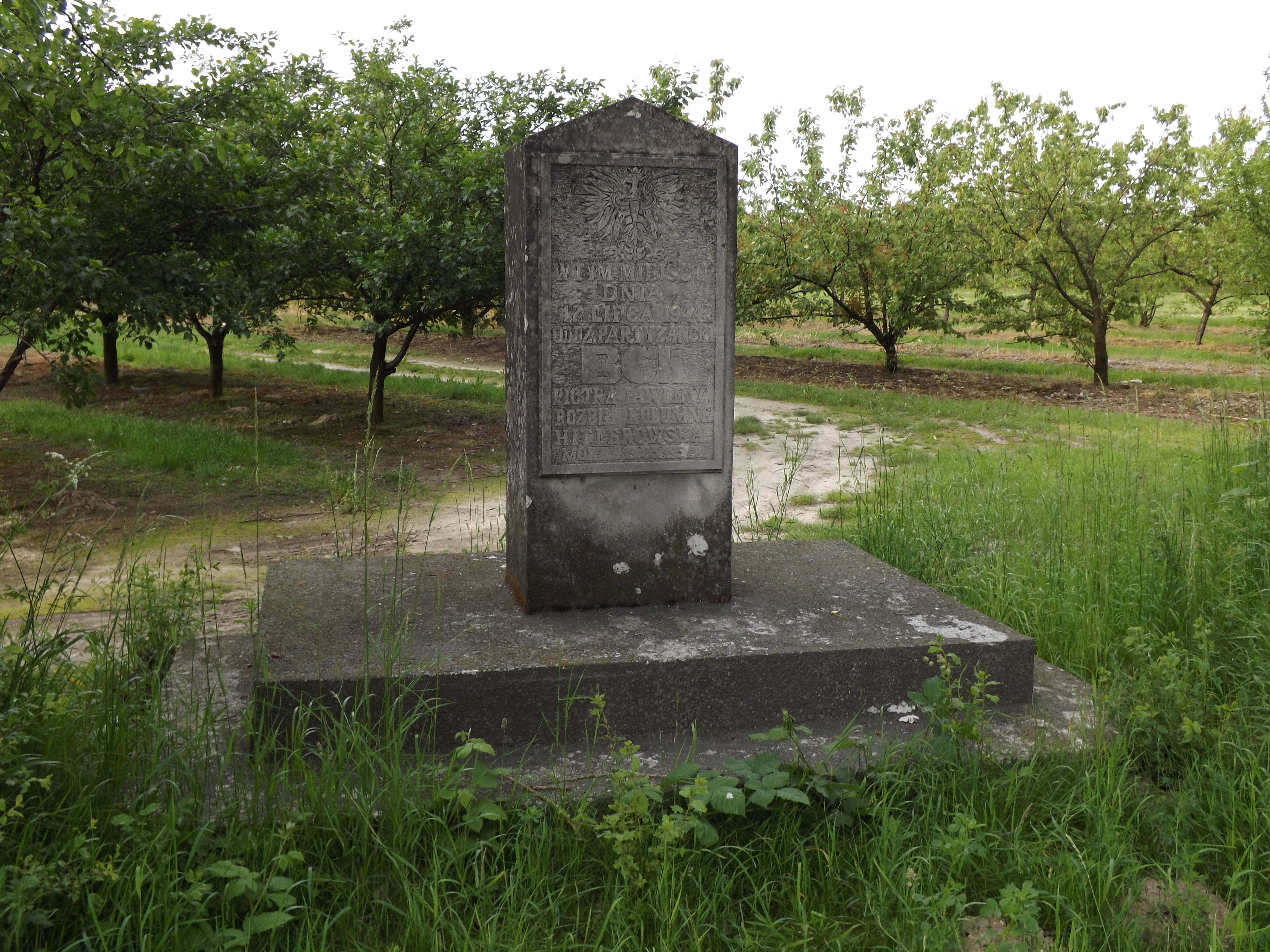
Pomnik we wsi Mokre upamiętniający walkę oddziału partyzanckiego Batalionów Chłopskich dowodzonego przez Piotra Pawlinę
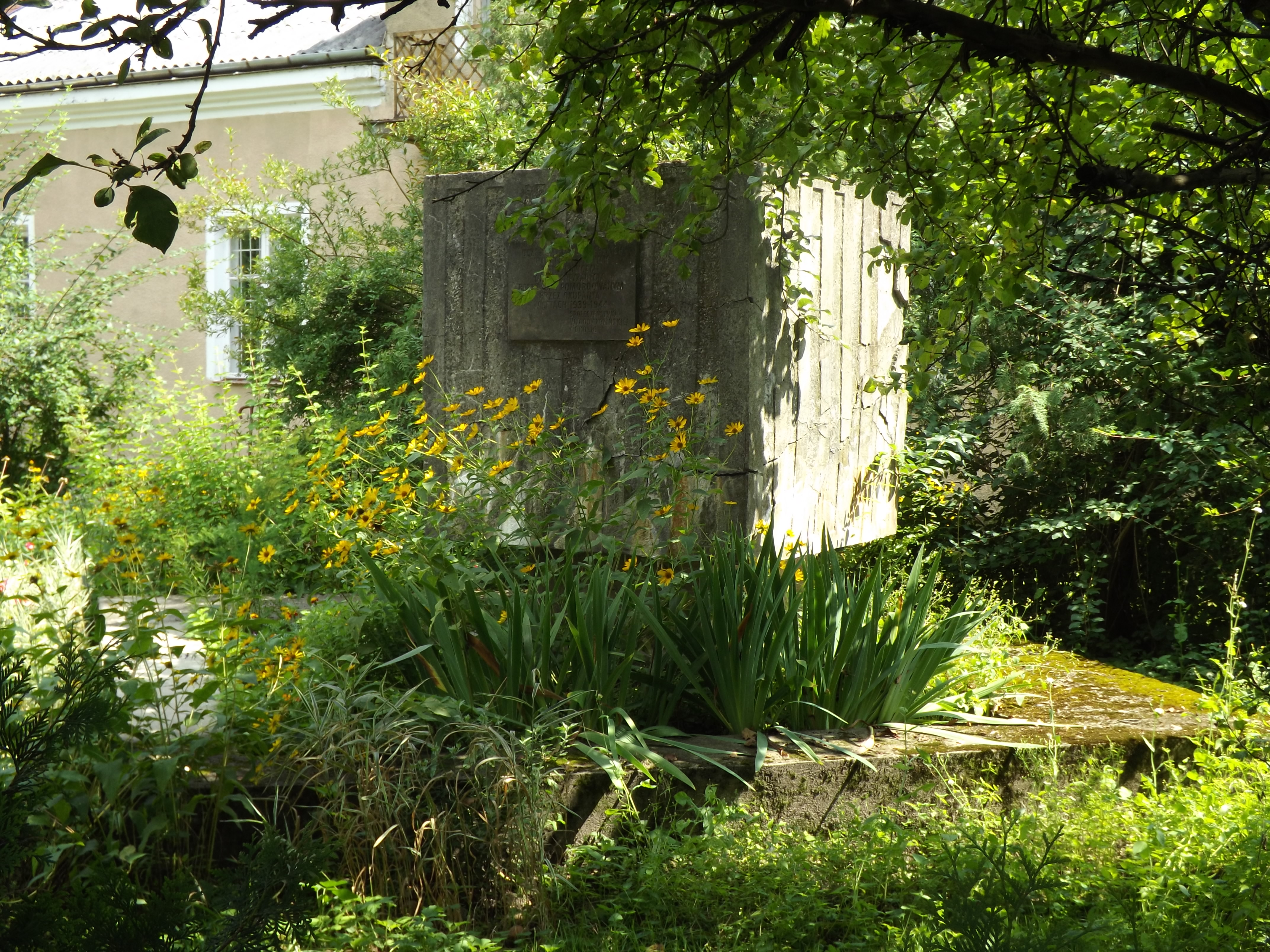
Pomnik w Wygodzie Kozińskiej poświęcony m.in. partyzantom Batalionów Chłopskich biorącym udział w bitwie pod Skorzowem
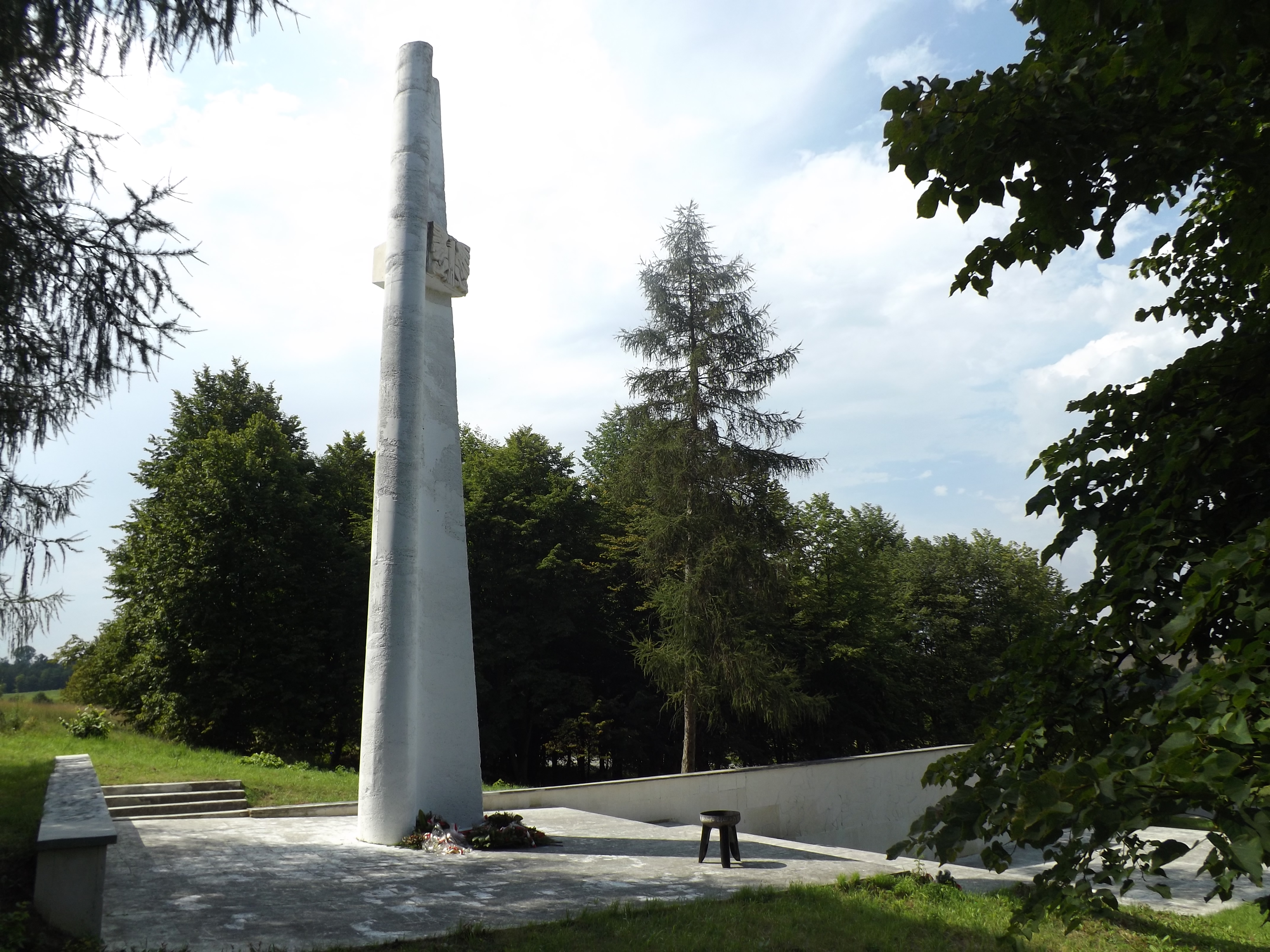
Pomnik w Byczowie poświęcony m.in. partyzantom Batalionów Chłopskich uczestniczącym w walkach w obronie Republiki Pińczowskiej

## Przysięga Batalionów Chłopskich
Słowa przysięgi składanej przez żołnierzy Batalionów Chłopskich, cyt:

„W obliczu wiekuistości minionych pokoleń ojców i praojców, w obliczu nieśmiertelnego ducha Ojczyzny mojej, Polski, w obliczu zakutego w kajdany niewoli narodu polskiego – postanawiam i ślubuję w swym sumieniu człowieczym i obywatelskim, że na każdym miejscu i we wszystkich okolicznościach – walczyć będę z najeźdźcą o przywrócenie całkowitej wolności narodu polskiego i niepodległości państwowej Polski. Do walki tej staję świadomie i dobrowolnie w bojowych szeregach B.Ch., kierowanych przez znaną mi organizację ideowo-polityczną, zmierzającą do Sprawiedliwej Polski Ludowej – na chrześcijańskich zasadach demokracji opartej. Na tej drodze walki – wszelkie zlecenia i rozkazy wykonywać będę rzetelnie i karnie. Powierzonych mi tajemnic nie ujawnię przed nikim, nawet przed najbliższymi mi osobami. W wykonywaniu rozkazów oraz w zachowywaniu powierzonych mi tajemnic – nie powstrzyma mnie nawet groza utraty życia. Stojąc w szeregach B.Ch. – do szeregów żadnej innej organizacji ideowo-politycznej nie wejdę i w żadnym wypadku z szeregów B.Ch. samowolnie nie wystąpię. Przyrzeczenie to składam i ślubuję dotrzymać – tak mi dopomóż Bóg!”

.